# Карл Хенрік Ноствік

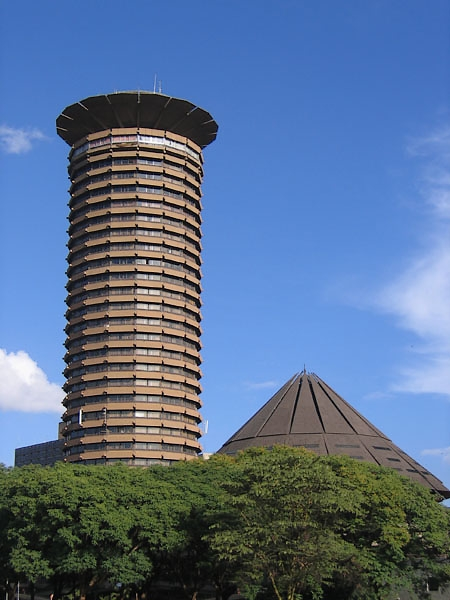
Міжнародний конференц-центр Кеньятта

Карл Хенрік Ноствік (1925–1992) був норвезьким архітектором, відомим тим, що спроектував Міжнародний конференц-центр Кеньятта в Найробі.
Ноствік приїхав до Кенії в 1965 році як частина першої норвезької групи експертів, надісланої Норвезькою допомогою розвитку. Група мала допомогти кенійському народу після того, як країна стала незалежною 12 грудня 1963 року. Перший президент Кенії Джомо Кеніата попросив Ноствіка спроектувати будівлю, у якій розміститься штаб-квартира правлячої партії KANU.
Після того, як Ноствік закінчив свій контракт із програмою допомоги розвитку, він залишився в Кенії та створив там власне архітектурне бюро.